# IRAS 23076+4741
IRAS 23076+4741 — кратная звезда в созвездии Андромеды на расстоянии приблизительно 99,3 световых лет (около 30,4 парсеков) от Солнца.
Пара второго и третьего компонентов — KZ Андромеды (лат. KZ Andromedae), HD 218738. Видимая звёздная величина звезды — от +8,03m до +7,91m. Орбитальный период вокруг первого компонента — более 50 лет. Пара удалена от первого компонента на 15,4 угловых секунд.

## Характеристики
Первый компонент (HD 218739) — жёлтый карлик спектрального класса G5 или G1V. Видимая звёздная величина звезды — +7,214m. Радиус — около 1,04 солнечного, светимость — около 1,101 солнечной. Эффективная температура — около 5801 K.
Второй компонент (HD 218738A) — оранжевый карлик, вращающаяся переменная звезда типа BY Дракона (BY) спектрального класса K2Ve, или K0Ve. Радиус — около 0,77 солнечного, светимость — около 0,34 солнечной. Эффективная температура — около 4979 K.
Третий компонент (HD 218738B) — оранжевый карлик, вращающаяся переменная звезда типа BY Дракона (BY) спектрального класса K2Ve. Радиус — около 0,75 солнечного, светимость — около 0,25 солнечной. Орбитальный период вокруг второго компонента — около 3,0329 суток.
Четвёртый компонент (WDS J23100+4758C). Видимая звёздная величина звезды — +13,1m. Удалён от первого компонента на 7,1 угловых секунд, от второго и третьего — на 10,6 угловых секунд.
Пятый компонент (WDS J23100+4758D). Видимая звёздная величина звезды — +18,8m. Удалён от первого компонента на 9,5 угловых секунд, от второго и третьего — на 9,2 угловых секунд.
Шестой компонент (WDS J23100+4758E). Видимая звёздная величина звезды — +18,5m. Удалён от первого компонента на 12,1 угловых секунд, от второго и третьего — на 5,3 угловых секунд.
Седьмой компонент (WDS J23100+4758F). Видимая звёздная величина звезды — +16,6m. Удалён от второго и третьего компонентов на 2,1 угловых секунды.
Восьмой компонент (WDS J23100+4758G). Видимая звёздная величина звезды — +15,8m. Удалён от второго и третьего компонентов на 4,1 угловых секунды.
Девятый компонент (WDS J23100+4758H). Видимая звёздная величина звезды — +19,4m. Удалён от второго и третьего компонентов на 5,5 угловых секунд.
Десятый компонент (WDS J23100+4758I). Видимая звёздная величина звезды — +18,3m. Удалён от второго и третьего компонентов на 6 угловых секунд.